# Adrian Rouzbeh

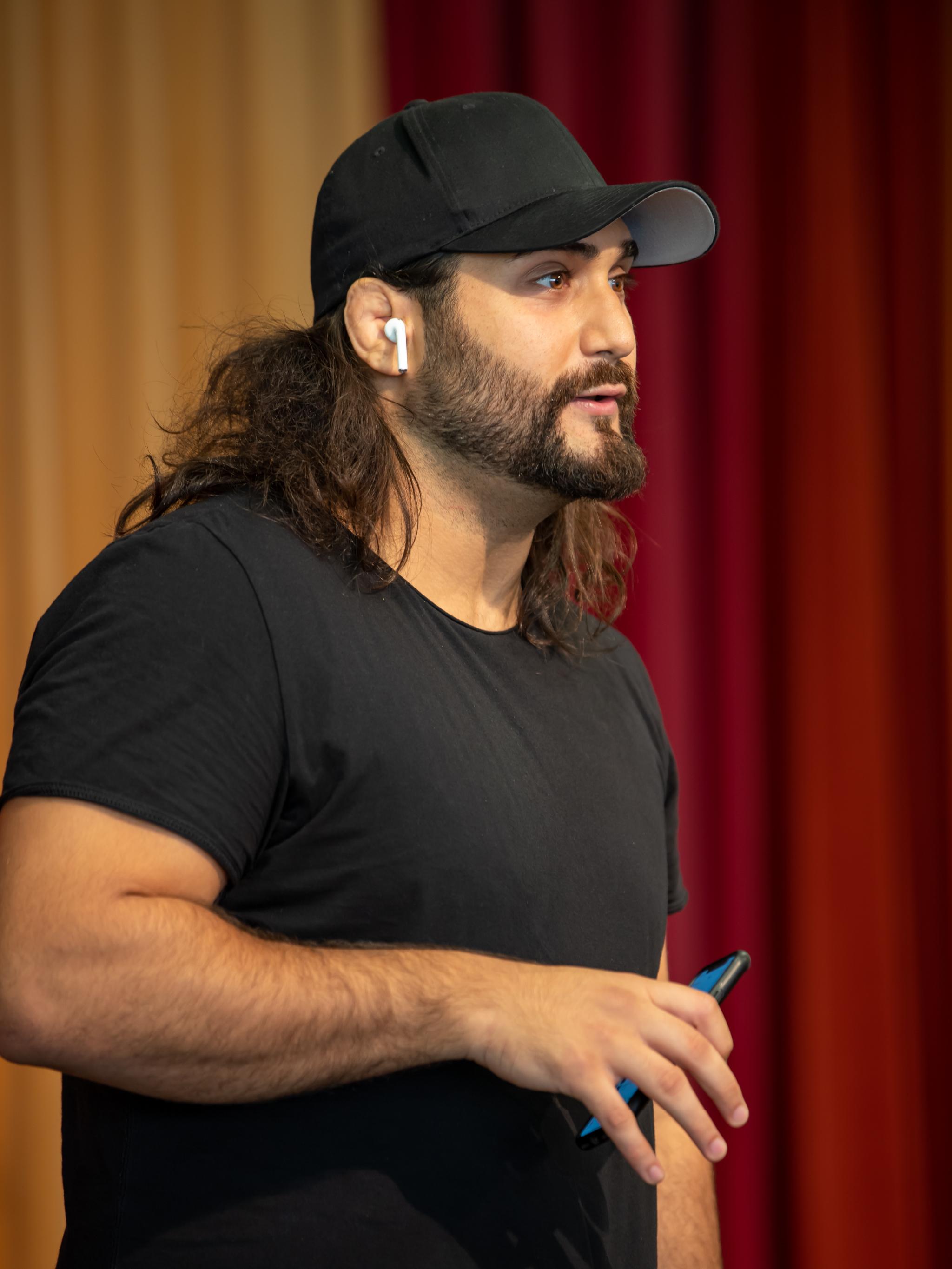
Adrian Rouzbeh (2019)

Adrian Rouzbeh (* 27. Juni 1991 in Bonn) ist ein deutscher Unternehmer, Coach, Redner, Autor und Kampfsportler.

## Biografie
Rouzbeh wuchs zusammen mit seinen drei jüngeren Geschwistern in Düsseldorf auf, wo er die Joseph-Beuys-Gesamtschule besuchte. Nachdem er in der Schulzeit Mobbing erfahren hatte, entwickelte er ein großes Interesse an Psychologie und Kommunikation. Darüber hinaus fand er im Alter von 17 Jahren zum Kampfsport. Er ist Träger des schwarzen Gürtel der Grappling-Disziplin Luta Livre und als Trainer eines Wettkampfteams aktiv.
2013 gründete Rouzbeh mit Phoenix Human Prime sein erstes Unternehmen, in dem er unter anderem selbst als Seminarredner, Dozent und Trainer tätig ist. Das Ziel der Firma besteht laut eigener Aussage darin, die Bereiche Bildung, Sport und Gesundheit zu einer ganzheitlichen Optimierungsstätte zu kombinieren. Seit mehreren Jahren ist Phoenix Human Prime mit einer Zentrale, Sportstätte und Gesundheitszentrum im Zentrum von Düsseldorf ansässig. In seinem PHP GYM trainierten internationale MMA- und Kickbox-Athleten, darunter Kämpfer aus Organisationen wie der UFC und GLORY. Wenige Jahre später erweiterte er sein Unternehmen um eine Business-to-Business-Sparte, mit der er und sein Team Firmen in der betrieblichen Gesundheitsförderung betreuen.
Rouzbeh begann zudem als Vortragsredner und Berater für Unternehmen und Führungskräfte tätig zu werden. Im Oktober 2017 präsentierte ihn die Heinrich-Heine-Universität Düsseldorf als Gastdozent im Center for Entrepreneurship. Darüber hinaus trat er bei der CEBIT-Messe 2018, als Vertreter des Bundesverbands Deutsche Startups auf der IFA Next 2018, dem 12. Kölner Wissensforum und auf dem Digital Heroes Festival 2019 als Vortragsredner auf. Auch auf der Ausbildungsmesse Beruf & Bildung im Hannover Congress Centrum trat er in Erscheinung. Bildung beschäftigte ihn auch im Rahmen eines Online-Videos, in dem er das deutsche Schulsystem kritisierte. Nachdem sich der Beitrag über die sozialen Medien verbreitet hatte, lud ihn unter anderem das Sat.1-Frühstücksfernsehen ein, um über das Thema zu sprechen.
2019 gründete er die Adrian Rouzbeh Holding GmbH. Im September veröffentlichte er gemeinsam mit dem Juristen Patrick Burow und Dallan Sam sein erstes Sachbuch unter dem Titel Jurafakten: Verbotene Süßigkeiten, erlaubte Morde und andere Kuriositäten aus Recht und Gesetz über den Ullstein Verlag. Die Autoren erreichten damit Rang 19 der Spiegel-Bestsellerliste. Im Sommer 2020 folgte sein Sachbuch Erfolg aus Prinzip, mit dem ihm laut Buchreport der Einstieg auf Rang 4 der Spiegel-Bestsellerliste gelang. Insgesamt war die Veröffentlichung sieben Wochen in der Liste der meistverkauften Taschenbuch-Sachbücher vertreten.
In einem Interview mit dem Fitness-Management-Magazin im Februar 2022 eröffnete Rouzbeh, dass er mit der Arbeit an seinem nächsten Buch begonnen habe.
Im Jahr 2023 hielt Adrian einen TEDx-Vortrag an der Universität St. Gallen.
Im September 2024 hat er an der Universität St. Gallen Masterstudierende und Doktoranden zum Thema ‘Building Inner Stability and Strength in Times of Uncertainty’ unterrichtet.

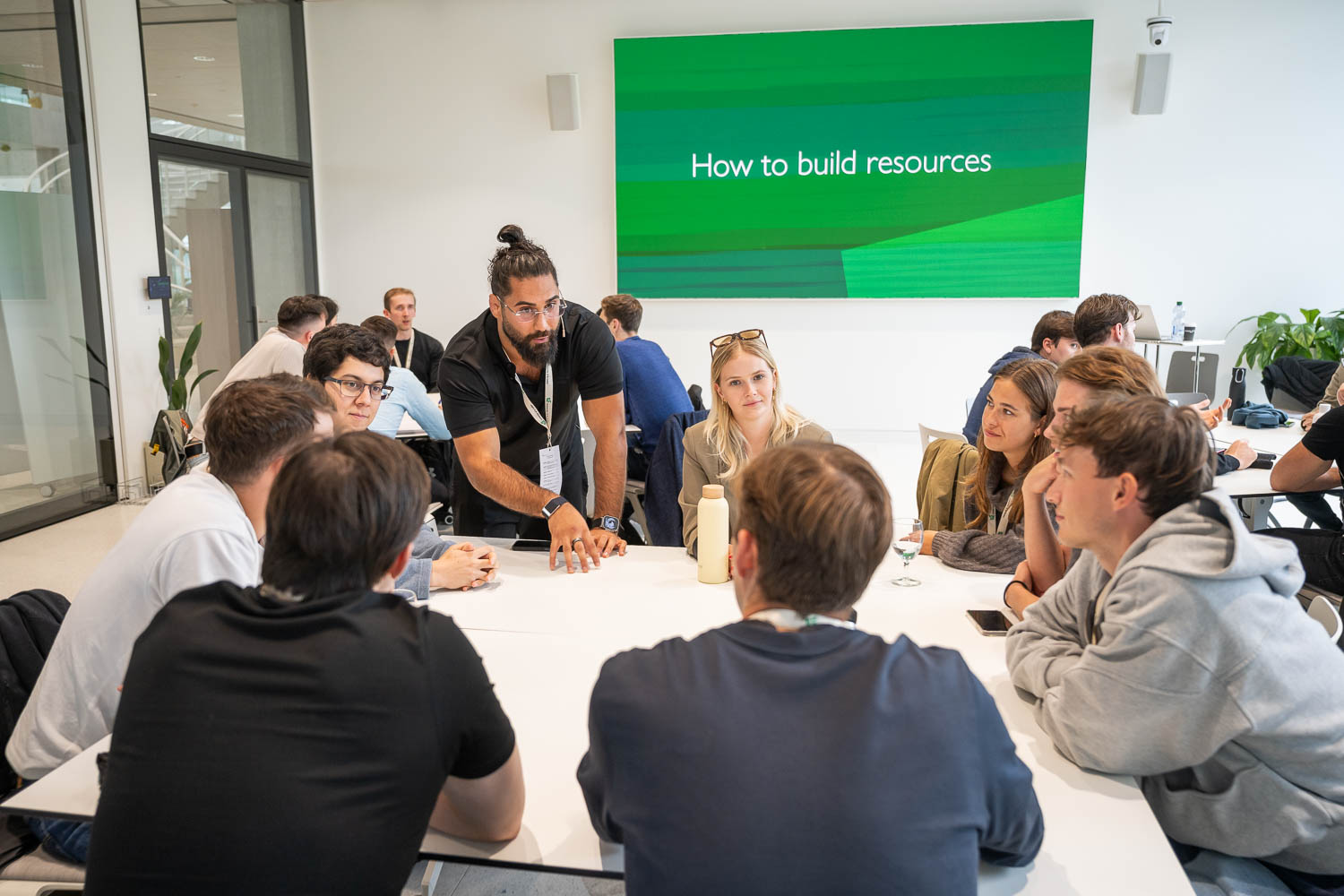
Adrian Rouzbeh unterrichtet an der Universität St. Gallen (2024)

## Werke
- 2019: Jurafakten, Ullstein-Verlag, Berlin, ISBN 978-3-548-06152-8
- 2020: Erfolg aus Prinzip, Ullstein-Verlag, Berlin, ISBN 978-3-548-06313-3